# Ōkubo Tadamasa
Pour les articles homonymes, voir Ōkubo.
Ōkubo Tadamasa est un nom japonais traditionnel ; le nom de famille (ou le nom d'école), Ōkubo, précède donc le prénom (ou le nom d'artiste).
Ōkubo Tadamasa (大久保 忠方, 15 juin 1692-20 novembre 1732) est le 3e daimyō du domaine d'Odawara dans la province de Sagami, (moderne préfecture de Kanagawa) au milieu de l'époque d'Edo de l'histoire du Japon. Son titre de courtoisie est Kaga no kami.

## Biographie
Né dans la résidence du domaine à Edo, Ōkubo Tadamasa est le sixième fils de Ōkubo Tadamasu, second daimyō d'Odawara. Il devient chef du clan et daimyō d'Odawara à la mort de son père en 1713. À l'époque, 6 000 koku de ses revenus sont transférés à son jeune frère.
Tadamasa affronte la tâche redoutable de tenter de réduire l'énorme dette contractée par son père auprès du shogunat Tokugawa en raison du séisme de l'ère Genroku (en) et de l'éruption du mont Fuji de l'ère Hōei, et aux conséquences associées, comme les mauvaises récoltes et les inondations. Bien qu'il encourage la migration des artisans à Odawara et l'ouverture de nouvelles terres pour la riziculture, une fiscalité élevée et l'inflation de plus en plus grave conduisent à des troubles civils dans Odawara-juku.
Tadamasa meurt de maladie le 20 novembre 1732 à la résidence du domaine situé à Edo. Sa tombe se trouve au Saisho-ji, temple du clan situé dans l'arrondissement de Setagaya à Tokyo.
Tadamasa est marié à une fille adoptée de Yanagisawa Yoshiyasu, principal conseiller du shogun Tokugawa Tsunayoshi.

## Source de la traduction
- (en) Cet article est partiellement ou en totalité issu de l’article de Wikipédia en anglais intitulé « Ōkubo Tadamasa » (voir la liste des auteurs).